# داگ بردلی
داگلاس ویلیام بردلی (انگلیسی: Doug Bradley؛ زادهٔ ۷ سپتامبر ۱۹۵۴) یک هنرپیشه اهل بریتانیا است. وی از سال ۱۹۷۳ میلادی تاکنون مشغول فعالیت بوده‌است.
از فیلم‌ها یا برنامه‌های تلویزیونی که وی در آن نقش داشته است می‌توان به شوهر ایده‌آل ، برپاخیزان جهنم و برپاخیزان جهنم: دنیای جهنمی اشاره کرد.